# Gesves
Gesves (wa. Djeve) – miejscowość i gmina w Belgii, w Regionie Walońskim, w prowincji Namur, w okręgu Namur. 1 stycznia 2024 roku liczyła 7481 mieszkańców.

## Podział administracyjny
W skład gminy wchodzą cztery dzielnice (section):
- Faulx-Les Tombes
- Haltinne
- Mozet
- Sorée